# Pusztaszentlászló, Zala
Pusztaszentlászló  este un sat în districtul Zalaegerszeg, județul Zala, Ungaria, având o populație de 628 de locuitori (2011). 

## Demografie
Componența etnică a satului Pusztaszentlászló
     Maghiari (97,42%)
     Germani (1,39%)
     Romi (1,19%)
Componența confesională a satului Pusztaszentlászló
     Luterani (20,86%)
     Fără religie (6,53%)
     Reformați (1,43%)
     Necunoscută (71,18%)
Conform recensământului din 2011, satul Pusztaszentlászló avea 628 de locuitori. Din punct de vedere etnic, majoritatea locuitorilor (97,42%) erau maghiari, existând și minorități de germani (1,39%) și romi (1,19%). Nu există o religie majoritară, locuitorii fiind luterani (20,86%), persoane fără religie (6,53%) și reformați (1,43%). Pentru 71,18% din locuitori nu este cunoscută apartenența confesională.